# Batusari (Dawuan)
Batusari is een bestuurslaag in het regentschap Subang van de provincie West-Java, Indonesië. Batusari telt 3006 inwoners (volkstelling 2010).